# Odontolabis snellenvonvollenhoveni
Odontolabis snellenvonvollenhoveni es una especie de coleóptero de la familia Lucanidae.

## Distribución geográfica
Habita en Borneo.